# Jakob Friedrich Hoffmann
Jakob Friedrich Hoffmann (auch Jakob Friedrich von Hoffmann, polnisch Jakub Fryderyk Hoffman(n); geboren 16. September 1758 in Osterode (Ostpreußen); gestorben 17. Oktober 1830 in Warschau) war ein polnischer Arzt, Apotheker und Botaniker ostpreußischer Herkunft. Er war Professor an der Universität Warschau.

## Leben
Der aus Osterode im südlichen Ostpreußen stammende Arzt (Chirurg), Apotheker und Botaniker Hoffmann ging 1785 nach Warschau und empfand dort große Sympathien für die Polen. Er wurde 1809 Professor der Naturwissenschaften in Warschau und 1818 am selben Ort Professor der Medizin. Sein Grab befindet sich auf dem Evangelisch-Augsburgischen Friedhof in Warschau.

## Werke
- Opisanie Kołtuna. Warschau 1791 (deutsch Beschreibung des Weichselzopfes. Königsberg 1792).
- Zasady nauki o roślinach dla nauczających i uczących się. Warschau 1815.
- Doctrina perversa, czyli Nauki doświadczonego praktyka dane synowi, który w stopniu doktora medycyny z zagranicy wraca. Warschau 1823 (deutsch Krebsbuechlein fuer angehende praktische Aerzte oder Lehren eines alten Practici an seinen Sohn, der als Doctor von Universitäten zurückgekommen ist.).
- Drey Phisiologisch-Botanische Abhandlungen. Warschau 1828.
- Theorie des Feuers. Warschau 1828.